# Paulo Carvalho (Boxer)
Paulo Santos Carvalho (* 26. Februar 1986 in Salvador) ist ein ehemaliger brasilianischer Boxer. Er erreichte einen 5. Platz im Halbfliegengewicht bei den Olympischen Sommerspielen 2008 in Peking.

## Karriere
Paulo Carvalho ist Brasilianischer Meister der Jahre 2005, 2006, 2007, 2009, 2010, 2011, 2013, 2014, 2015 und 2016.
Er gewann im April 2008 die amerikanische Olympiaqualifikation in Guatemala-Stadt durch Siege gegen Junior Zarate, Jhon Nelson, Oscar Negrete und Winston Méndez, wodurch er sich für die Olympischen Sommerspiele 2008 in Peking qualifizierte. Dort besiegte er Redouane Bouchtouk und Manyo Plange, ehe er im Viertelfinale gegen Yampier Hernández auf einem fünften Platz ausschied.
Im Juli 2009 gewann er die Goldmedaille bei der Panamerikameisterschaft in Mexiko-Stadt, nachdem er sich erfolgreich gegen Felix Solano, Ceiber Ávila und Emmanuel Rodríguez durchgesetzt hatte.
Weitere Erfolge waren der Gewinn einer Bronzemedaille bei den Südamerikaspielen 2006 in Buenos Aires und den Militär-Weltmeisterschaften 2014 in Almaty, sowie der Gewinn der Silbermedaille bei den Militärweltspielen 2015 in Yeongju.
Zudem war er Teilnehmer der Panamerikanischen Spiele 2007 in Rio de Janeiro, des Weltcups 2008 in Moskau, der Weltmeisterschaft 2009 in Mailand, der Südamerikaspiele 2010 in Medellín und der amerikanischen Olympiaqualifikation 2012 in Rio de Janeiro, weiters bestritt er 2011 zwei Kämpfe für das Team Miami Gallos in der World Series of Boxing.